# Кустовичи
Кусто́вичи (бел. Кустовічы) — деревня в Кобринском районе Брестской области Белоруссии. Входит в состав Городецкого сельсовета.
По данным на 1 января 2016 года население составило 226 человек в 114 домохозяйствах.
В деревне расположены клуб, библиотека и два магазина.

## География
Деревня расположена в 23 км к северо-востоку от города Кобрина, в 10 км к северо-западу от станции Городец, в 67 км к востоку от Бреста, у автодороги М1 Брест-Минск.
На 2012 год площадь населённого пункта составила 1,96 км² (196 га).

## История
Населённый пункт известен с 1549 года. В разное время население составляло:
- 1999 год: 155 хозяйств, 389 человек;
- 2005 год: 152 хозяйства, 304 человек;
- 2009 год: 233 человека;
- 2016 год[2]: 114 хозяйства, 226 человек;
- 2019 год[1]: 176 человек.